# Robert Gaschler
Robert Gaschler (* 29. September 1978 in Neubrandenburg) ist ein deutscher Psychologe.

## Leben
Von 1998 bis 2003 studierte er Psychologie an der Humboldt-Universität zu Berlin. Von 2004 bis 2008 war er Redaktionsassistent für Psychologische Forschung; Organisationskomitee des Internationalen Kongresses für Psychologie; Vorstand und Geschäftsstelle der studentenzentrierten Initiative zur Anwendung von Psychologie auf den Umweltschutz Initiative Psychologie im Umweltschutz. Von 2005 bis 2012 war er wissenschaftlicher Mitarbeiter und Dozent am Lehrstuhl für Experimentelle Psychologie der Humboldt-Universität zu Berlin (Peter A. Frensch und Torsten Schubert). 2009 wurde er Dr. rer. nat. (Gutachter: Hilde Haider, Gesine Dreisbach und Peter A. Frensch) in Psychologie an der Humboldt-Universität zu Berlin basierend auf der Internationalen Max-Planck-Forschungsschule zu The Life Course: Evolutionary and Ontogenetic Dynamics (LIFE). Von 2012 bis 2015 war er Assistenzprofessor für Experimentelle Psychologie – Lernen, Motivation, Emotion an der Universität Koblenz-Landau (Campus Landau). Seit April 2015 lehrt er als Professor für Experimentelle Psychologie – Lernen, Motivation, Emotion, an der FernUniversität in Hagen.

## Schriften (Auswahl)
- Information Reduction as item-general strategy change. Berlin 2009.